# Grundenhet
Grundenhet är en noggrant definierad enhet i olika måttsystem, till exempel Internationella måttenhetssystemet (SI) som är en standard för måttenheter att användas för att mäta storheter. SI-basenheterna, eller Systeme International d'unites, består av meter, kilogram, sekund, ampere, kelvin, mol och candela.
En grundenhet är en som uttryckligen har betecknats så. En sekundär enhet för samma kvantitet är en härledd enhet. Till exempel, när det används med Internationella måttenhetssystemet, är gram en härledd enhet, inte en basenhet.

## Bakgrund
På mätningsspråket är fysiska storheter kvantifierbara aspekter av världen, såsom tid, avstånd, hastighet, massa, temperatur, energi och vikt, och enheter används för att beskriva deras storlek eller kvantitet. Många av dessa kvantiteter är relaterade till varandra genom olika fysikaliska lagar, och som ett resultat kan enheterna för en kvantitet generellt uttryckas som en produkt av krafter hos andra enheter, till exempel är momentum massa multiplicerad med hastighet, medan hastighet är avstånd dividerat med tid. Dessa relationer diskuteras i dimensionsanalys. De som kan uttryckas på detta sätt i termer av basenheter kallas härledda enheter.

## Internationellt enhetssystem
I Internationella måttenhetssystemet finns det sju grundenheter: kilogram, meter, candela, sekund, ampere, kelvin och mol.

## Naturliga enheter
En uppsättning basdimensioner av kvantitet är en minsta uppsättning enheter så att varje fysisk kvantitet kan uttryckas i termer av denna uppsättning. De traditionella basdimensionerna är massa, längd, tid, laddning och temperatur, men i princip kan andra baskvantiteter användas. Elektrisk ström kan användas istället för laddning eller hastighet kan användas istället för längd. Vissa fysiker har inte erkänt temperatur som en basdimension eftersom den helt enkelt uttrycker energin per partikel per frihetsgrad som kan uttryckas i termer av energi (eller massa, längd och tid). Dessutom känner vissa fysiker igen elektrisk laddning som en separat basdimension, även om den har uttryckts i termer av massa, längd och tid i enhetssystem som det elektrostatiska centimeter–gram–sekundssystemet av enheter. Det finns också fysiker som har tvivlat på själva existensen av oförenliga baskvantiteter.
Det finns andra samband mellan fysiska storheter som kan uttryckas med hjälp av fundamentala konstanter, och i viss mån är det ett godtyckligt beslut om man ska behålla grundkonstanten som en storhet med dimensioner eller helt enkelt definiera den som enhet eller ett fast dimensionslöst tal och minska antalet explicita baskvantiteter med en. Den ontologiska frågan är om dessa fundamentala konstanter verkligen existerar som dimensionella eller dimensionslösa storheter. Detta motsvarar att behandla längd som detsamma som tid eller att förstå elektrisk laddning som en kombination av mängder massa, längd och tid som kan verka mindre naturligt än att tänka på temperatur som att mäta samma material som energi (vilket kan uttryckas i termer av massa, längd och tid).
Till exempel är tid och avstånd relaterade till varandra med ljusets hastighet, c, som är en fundamental konstant. Det är möjligt att använda detta förhållande för att eliminera antingen basenheten för tid eller avståndet. Liknande överväganden gäller för Planck-konstanten, h, som relaterar energi (med dimension uttryckbar i termer av massa, längd och tid) till frekvens (med dimension uttryckbar i termer av tid). Inom teoretisk fysik är det vanligt att använda sådana enheter (naturliga enheter) där c = 1 och ħ = 1. Ett liknande val kan tillämpas på vakuumpermittiviteten, ε0. 
- Man kan eliminera antingen metern eller den andra genom att ställa in c till enhet (eller till något annat fast dimensionslöst tal).
- Man kan sedan eliminera kilogrammet genom att ställa in ħ till ett dimensionslöst tal.
- Man kan eliminera ampere genom att ställa in antingen vakuumpermittiviteten ε0 eller elementarladdningen e till ett dimensionslöst tal.
- Man kan eliminera molen som basenhet genom att ställa in Avogadrokonstanten NA till 1. Detta är naturligt eftersom den är en teknisk skalningskonstant.
- Man skulle kunna eliminera kelvinen eftersom det kan hävdas att temperaturen helt enkelt uttrycker energin per partikel per frihetsgrad, vilket kan uttryckas i termer av energi (eller massa, längd och tid). Ett annat sätt att säga detta är att Boltzmannkonstanten kB är en teknisk skalningskonstant och kan sättas till ett fast dimensionslöst tal.
- På liknande sätt skulle man kunna eliminera candela, eftersom den definieras i termer av andra fysiska storheter via en teknisk skalningskonstant, Kcd.
- Det lämnar kvar en basdimension och en tillhörande basenhet, men det finns flera fundamentala konstanter kvar för att eliminera det också – till exempel kan man använda G, gravitationskonstanten, me, elektronvilomassan, eller Λ, den kosmologiska konstanten.

De föredragna valen varierar beroende på fält inom fysik. Att använda naturliga enheter lämnar varje fysisk storhet uttryckt som ett dimensionslöst tal, vilket noteras av fysiker som ifrågasätter förekomsten av inkompatibla baskvantiteter.